# Bruce (Wisconsin)
Bruce é uma vila localizada no estado norte-americano de Wisconsin, no Condado de Rusk.

## Demografia
Segundo o censo norte-americano de 2000, a sua população era de 787 habitantes. 
Em 2006, foi estimada uma população de 716, um decréscimo de 71 (-9.0%).

## Geografia
De acordo com o United States Census Bureau tem uma área de 
6,1 km², dos quais 5,9 km² cobertos por terra e 0,2 km² cobertos por água. Bruce localiza-se a aproximadamente 339 m acima do nível do mar.

## Localidades na vizinhança
O diagrama seguinte representa as localidades num raio de 24 km ao redor de Bruce. 